# Jérôme Golmard
Jérôme Roger Golmard (ur. 9 września 1973 w Dijon, zm. 31 lipca 2017) – francuski tenisista, reprezentant w Pucharze Davisa.
W 2014 roku zdiagnozowano u Golmarda stwardnienie zanikowe boczne, w wyniku którego zmarł dnia 31 lipca 2017.

## Kariera tenisowa
Karierę sportową Golmard rozpoczął w roku 1993, a zakończył w 2005.
W grze pojedynczej odniósł 2 triumfy w turniejach rangi ATP World Tour, w Dubaju (1999) oraz Ćennaju (2000). Dodatkowo Francuz dwukrotnie był finalistą tych rozgrywek, w Umagu (2001) i Auckland (2002). W rozgrywkach deblowych Golmard doszedł w roku 2000 wspólnie z Michaelem Kohlmannem do finału turnieju w Gstaad.
Reprezentując Francję w Pucharze Davisa rozegrał 6 pojedynków singlowych, z których 4 wygrał, natomiast w deblu ma na koncie 1 porażkę.
Najwyżej sklasyfikowany w rankingu singlistów był na 22. miejscu w kwietniu 1999 roku, z kolei w zestawieniu deblistów w październiku 1998 roku zajmował 143. pozycję.

### Finały w turniejach ATP World Tour
| Legenda                                      |
| -------------------------------------------- |
| Wielki Szlem                                 |
| Igrzyska olimpijskie                         |
| Tennis Masters Cup / ATP Finals              |
| ATP Masters Series / ATP Tour Masters 1000   |
| ATP International Series Gold / ATP Tour 500 |
| ATP International Series / ATP Tour 250      |

#### Gra pojedyncza (2–2)
| Końcowy wynik | Nr | Data             | Turniej  | Nawierzchnia | Przeciwnik      | Wynik finału     |
| ------------- | -- | ---------------- | -------- | ------------ | --------------- | ---------------- |
| Zwycięzca     | 1. | 14 lutego 1999   | Dubaj    | Twarda       | Nicolas Kiefer  | 6:4, 6:2         |
| Zwycięzca     | 2. | 9 stycznia 2000  | Ćennaj   | Twarda       | Markus Hantschk | 6:3, 6:7(6), 6:3 |
| Finalista     | 1. | 22 lipca 2001    | Umag     | Ceglana      | Carlos Moyá     | 4:6, 6:3, 6:7(2) |
| Finalista     | 2. | 13 stycznia 2002 | Auckland | Twarda       | Greg Rusedski   | 7:6, 4:6, 5:7    |

#### Gra podwójna (0–1)
| Końcowy wynik | Nr | Data          | Turniej | Nawierzchnia | Partner          | Przeciwnicy           | Wynik finału  |
| ------------- | -- | ------------- | ------- | ------------ | ---------------- | --------------------- | ------------- |
| Finalista     | 1. | 16 lipca 2000 | Gstaad  | Ceglana      | Michael Kohlmann | Jiří Novák David Rikl | 6:3, 3:6, 4:6 |